# أجاثا كريستي: جريمة في قطار الشرق السريع
أجاثا كريستي: جريمة في قطار الشرق السريع (بالإنجليزية: Agatha Christie: Murder on the Orient Express) هي لعبة لعام 2006 وضعتها للإنتاج AWE ونشرتها مايكروسوفت، يتم التحقيق في هذه اللعبة مع اثني عشر من المشتبه بهم على متن قطار الشرق السريع والذي توقف بسبب انهيار جليدي في يوغوسلافيا خلال 1934.
تحتفظ هذه اللعبة بعناصر الحبكة الرئيسية لرواية أجاثا كريستي التي تحمل الاسم نفسه. ولكن النهاية تختلف. وقد تم التعاقد مع ديفيد سيجت، وا الذي حقق شهرة من خلال المسلسل التلفزيوني الشعبي أجاثا كريستي بوارو لتوفير صوت بوارو. وانتقد البعض عدم السماح للاعب السيطرة الواقعية على بوارو.

## روابط خارجية
- أجاثا كريستي: جريمة في قطار الشرق السريع على موقع IMDb (الإنجليزية)